# Luzes da Cidade
Luzes da Cidade (em inglês:  City Lights) é um filme mudo de comédia romântica americano de 1931 estrelado, escrito e dirigido por Charlie Chaplin. O elenco também conta com a participação de Virginia Cherrill e Harry Myers. Apesar do fato de que a produção de filmes mudos tinha diminuído com o avanço do cinema "falado", City Lights tornou-se imediatamente popular e hoje é lembrado como uma das maiores realizações da prolífica carreira de Chaplin.

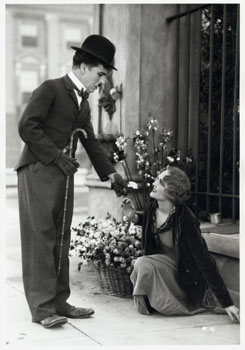
Cena do filme com o vagabundo e a florista cega.

## Enredo
O enredo gira em torno do Vagabundo, novamente sem dinheiro e sem onde morar, e de uma jovem e pobre florista cega pela qual ele se apaixona. A garota o confunde com um milionário e, para não desapontá-la, o vagabundo finge ser rico. Posteriormente, ele impede um milionário bêbado de suicidar-se e, devido ao seu ato heróico, tornam-se grandes amigos, mas sempre quando o milionário fica sóbrio ele não se lembra mais do vagabundo nem do que ocorreu enquanto estava bêbado.
O vagabundo descobre que o aluguel da garota está atrasado e que ela e sua avó correm o risco de serem despejadas de seu apartamento. Com o objetivo de conseguir dinheiro para a moça, ele começa a trabalhar como varredor de ruas e até mesmo como pugilista em uma cômica competição de boxe. Eventualmente, o milionário, novamente bêbado, dá mil dólares ao vagabundo que pagará não só o aluguel, mas também uma operação para os olhos da garota. Infelizmente, o vagabundo é injustamente acusado de roubar o dinheiro quando o milionário ficou sóbrio. O vagabundo consegue fugir com o dinheiro e, ao dá-lo para a garota, ele diz que irá embora e que se ausentará durante alguns meses. Logo depois, ele é capturado e enviado ao presídio.
Vários meses depois, o vagabundo é libertado da prisão e acaba na mesma esquina onde a moça, agora com a visão restaurada, abriu uma floricultura com sua avó; cada vez que um homem rico entra na loja, a menina fica imaginando se ele é o seu misterioso benfeitor. Quando o vagabundo vê uma flor na calçada, ele se abaixa para pegá-la e é chutado por dois garotos jornaleiros. A moça ri da situação e quando o vagabundo olha para ela e fica paralisado, ela fala ironicamente para sua avó: "Eu fiz uma conquista." Vendo a flor se despedaçando na mão do vagabundo, ela lhe oferece uma outra flor e uma moeda, e ao pegar a mão dele, ela percebe algo familiar. "Você?", diz a moça, e ele afirma balançando nervosamente a cabeça. Em seguida, ele pergunta: "Você pode ver agora?" Ela aperta a mão do vagabundo e responde: "Sim, eu posso ver agora", segurando suas lágrimas e aparentando estar confusa sobre como se sente naquele momento.

## Elenco
- Charlie Chaplin - O Vagabundo
- Virginia Cherrill - Florista cega
- Florence Lee - Avó da florista cega
- Harry Myers - Milionário excêntrico
- Al Ernest Garcia - Mordomo do milionário excêntrico (creditado como Allan Garcia)
- Hank Mann - Pugilista
- Robert Parrish - Garoto jornaleiro
- Henry Bergman - Prefeito e vizinho da florista
- Albert Austin - Ladrão

## Produção
O longa-metragem The Circus, lançado em 1928, foi o último filme mudo de Chaplin antes da indústria cinematográfica evoluir para o cinema "falado", o que causou o declínio da Era dos filmes mudos. Visto que Chaplin operava como seu próprio produtor e distribuidor (sendo um dos proprietários da United Artists), ele foi capaz de conceber City Lights como um filme mudo. No entanto, tecnicamente, o filme não era totalmente mudo. Embora o diálogo seja apresentado em letreiros, a trilha sonora do filme possuia música sincronizada, efeitos sonoros e, no começo do filme, alguns sons ininteligíveis que zombavam padrões de fala.
Como cineasta, Chaplin era conhecido por ser perfeccionista; ele era famoso por gravar muito mais tomadas do que outros diretores da época. Ele chegou ao ponto de despedir Virginia Cherrill e começar a refilmar com Georgia Hale, a coadjuvante de Chaplin em The Gold Rush. Isto tornou-se muito caro, mesmo para o seu orçamento e, assim, Chaplin re-contratou Cherrill e foi capaz de concluir as filmagens de City Lights.

## Recepção
O filme, além de bem recebido pela crítica e pelo público, também foi aclamado por diretores famosos, como Orson Welles, Stanley Kubrick, Federico Fellini, Woody Allen, integrando a lista dos 10 melhores filmes de alguns destes diretores, além de outros mais, e teve uma das mais brilhantes estréias do cinema.
Em Los Angeles, um dos convidados de Chaplin era Albert Einstein, enquanto em Londres, George Bernard Shaw sentou ao seu lado.